# Триньча (гміна)
Гміна Триньча (пол. Gmina Tryńcza) — сільська гміна у східній Польщі. Належить до Переворського повіту Підкарпатського воєводства.
Станом на 31 грудня 2011 у гміні проживало 8324 особи.

## Площа
Згідно з даними за 2007 рік площа гміни становила 70.56 км², у тому числі:
- орні землі: 73.00%
- ліси: 15.00%

Таким чином, площа гміни становить 10.10% площі повіту.

## Населення
Станом на 31 грудня 2011:
| Опис     | Загалом | Загалом | Чоловіки | Чоловіки | Жінки | Жінки |
| -------- | ------- | ------- | -------- | -------- | ----- | ----- |
| одиниця  | осіб    | %       | осіб     | %        | осіб  | %     |
| все      | 8324    | 100     | 4180     | 50.22    | 4144  | 49.78 |
| міське   | 0       | 100     | 0        |          | 0     |       |
| сільське | 8324    | 100     | 4180     | 50.22    | 4144  | 49.78 |

## Солтиства
Глоговець, Ґнєвчина Ланьцуцка, Ґнєвчина Тринєцка, Гориці, Ягелла, Тринча, Убішин, Вілька Малкова, Вілька Огризкова.

## Історія
Об'єднана сільська гміна Триньча Переворського повіту Львівського воєводства утворена 1 серпня 1934 р. внаслідок об'єднання дев'яти дотогочасних (збережених від Австро-Угорщини) громад сіл (гмін).

## Сусідні гміни
Гміна Триньча межує з такими гмінами: Білобжеґі, Ґродзісько-Дольне, Лежайськ, Переворськ, Сінява, Ярослав.